# Digimon Adventure: Bokura no War Game!
Digimon Adventure: Bokura no War Game! (デジモンアドベンチャー ぼくらのウォーゲーム!? , lett. "Digimon Adventure: Il Nostro War Game!") è un cortometraggio d'animazione giapponese del 2000 diretto da Mamoru Hosoda e prodotto da Toei Animation. Oltre ad essere il secondo film di Digimon è il sequel della serie televisiva anime del 1999 Digimon Adventure.

## Trama
Dopo il ritorno dei Bambini Prescelti dal Mondo Digitale, Koshiro scopre un Digimon corrotto su Internet che cresce consumando dati. Si precipita nell'appartamento di Taichi, dove osservano il Digimon interrompere i sistemi informatici in tutto il Giappone. Taichi e Koshiro vengono contattati dai loro partner Digimon Agumon e Tentomon e dal mondo digitale; tentano di affrontare il Digimon corrotto, ma vengono sconfitti.
Con l'arresto anomalo della Rete telefonica nazionale, Taichi e Koshiro tentano di contattare gli altri Bambini Prescelti tramite un sistema di posta vocale di emergenza, ma la maggior parte dei Bambini Prescelti non è disponibile. Fortunatamente riescono a contattare Yamato e Takeru, che sono in visita dalla nonna nella zona rurale di Shimane. I partner Digimon di Yamato e Takeru, Gabumon e Patamon, si uniscono alla lotta, ma vengono fisicamente rallentati a causa delle migliaia di e-mail inviate a Taichi e Koshiro da altri bambini che osservano la battaglia sui loro computer in tutto il mondo.
Il Digimon nemico, essendosi evoluto in Diablomon, crea migliaia di duplicati di se stesso e hackera il Pentagono per lanciare un missile balistico intercontinentale su Tokyo. Taichi e Yamato entrano magicamente nei loro computer e radunano i loro Digimon per evolversi in Omegamon e sconfiggere i duplicati. Koshiro inoltra le migliaia di e-mail a Diablomon, rallentandolo abbastanza da essere sconfitto. Con Diablomon sconfitto, il missile orami disarmato si schianta nella baia di Tokyo senza fare danni.

## Distribuzione

### Giappone
Bokura no War Game! è uscito nelle sale in Giappone il 4 marzo 2000. Il film è uscito lo stesso giorno di One Piece - Per tutto l'oro del mondo come parte della Toei Anime Fair nella primavera del 2000; Delle carte Digimon Carddass in edizione limitata sono state incluse con l'acquisto anticipato dei biglietti per il film. Il film ha incassato un totale di 2,16 miliardi di yen al botteghino.
Il film è stato distribuito in VHS per il noleggio il 14 luglio 2000 e per l'acquisto il 21 novembre 2000. Un DVD che raccoglie Bokura no War Game! e il film del 1999 Digimon Adventure è stato rilasciato il 13 ottobre 2000 per il noleggio, e il 21 gennaio 2001 per l'acquisto.

### Versione occidentale
Il film è stato distribuito in America del Nord ed Europa nel 2000 come parte del rimontaggio statunitense Digimon - Il film, che univa insieme questo cortometraggio, Digimon Adventure, Digimon Adventure 02: Zenpen: Digimon Hurricane Jōriku!!/Kōhen: Chōzetsu Shinka!! Ōgon no Digimentals e un'introduzione creata ad hoc per il rimontaggio con i personaggi della serie animata Angela Anaconda.
Il rimontaggio vide un pesante rimaneggiamento di tutti i film al suo interno nella sceneggiatura, nella durata e nelle musiche.